# Léopold Sédar Senghor
Léopold Sédar Senghor (9 tháng 10 năm 1906 – 20 tháng 12 năm 2001) là một nhà thơ, chính trị gia, và nhà lý luận văn hóa người Senegal. Trong hai thập kỷ 1960–80 ông là tổng thống đầu tiên của Sénégal. Senghor là người châu Phi đầu tiên được bầu làm thành viên của Viện hàn lâm Pháp. Trước khi độc lập, ông thành lập đảng chính trị gọi là Khối Dân chủ Senegal. Ông được nhiều người xem là một trong những trí thức châu Phi quan trọng nhất của thế kỷ 20.

## Tiểu sử

Léopold Sédar Senghor (1964)

Vợ đầu tiên của Senghor là Ginette Eboue. Vợ thứ hai của ông, Colette Hubert, người Pháp, trở thành Đệ nhất phu nhân đầu tiên của Senegal độc lập vào năm 1960. Senghor có ba con trai trong hai cuộc hôn nhân của mình.

## Tác phẩm của Senghor
- Prière aux masques (c. 1935 - published in collected works during the 1940s).
- Chants d'ombre (1945)
- Hosties noires (1948)
- Anthologie de la nouvelle poésie nègre et malgache (1948)
- La Belle Histoire de Leuk-le-Lièvre (1953)
- Éthiopiques (1956)
- Nocturnes (1961). (English tr. by Clive Wake and John O. Reed,Nocturnes, London: Heinemann Educational, 1969. African Writers Series 71)
- Nation et voie africaine du socialisme (1961)
- Pierre Teilhard de Chardin et la politique africaine (1962)
- Poèmes (1964).
- Lettres de d'hivernage (1973)
- Élégies majeures (1979)
- La Poésie de l'action: conversation avec Mohamed Aziza (1980)
- Ce que je crois (1988)